# The Nest (filme)
The Nest (prt: O Ninho; bra: O Refúgio) é um filme de thriller psicológico escrito, dirigido e produzido por Sean Durkin. Foi lançado em 2020 no Festival Sundance de Cinema.

## Sinopse
O futuro de uma família mergulha na incerteza após a mudança da América para a Inglaterra, pois o isolamento tenso de sua nova casa os afeta de forma diferente.

## Elenco
- Jude Law .... Rory
- Carrie Coon .... Allison
- Charlie Shotwell .... Benjamin
- Oona Roche .... Sam
- Adeel Akhtar .... Steve
- Anne Reid .... mãe de Rory
- Michael Culkin .... Arthur Davis
- Wendy Crewson .... mãe de Allison
- Tattiawna Jones .... Treinador
- John Ross Harkin e Tobias Macey .... construtores

## Recepção
No agregador de resenhas Rotten Tomatoes, o filme tem uma classificação de aprovação de 88% com base em 92 resenhas, com uma classificação média de 7,45 / 10. O consenso dos críticos do site diz: "Uma combinação eficaz de ambientação de época e temas atemporais, The Nest extrai tensão adicional de sua história perturbadora com um par notável de performances principais." No Metacritic, o filme possui uma pontuação média de 79 de 100, com base em 25 críticos, indicando "críticas geralmente favoráveis".
The Nest foi exibido no 2020 Deauville American Film Festival, onde ganhou o Grande Prêmio Especial, o prêmio da Crítica Internacional e o Prêmio Revelação. Foi listado pelo The Guardian e IndieWire como um dos 50 melhores filmes de 2020.